# Eoporis simillima
Eoporis simillima là một loài bọ cánh cứng trong họ Cerambycidae.